# Resurrezione di San Francesco al Prato
La Resurrezione di Cristo è un dipinto a olio su tavola (233x165 cm) di Pietro Perugino, databile al 1499 circa e conservato nella Pinacoteca Vaticana.

## Storia
L'opera deve il nome alla chiesa di San Francesco al Prato di Perugia, da dove proviene originariamente. Venne commissionata nel 1499 e compiuta verosimilmente entro il 1501. Con i furti napoleonici finì a Parigi nel 1797, ma riportata in Italia nel 1815 fu destinata a Roma e restò in Vaticano. 
Il tema della Resurrezione era già stato trattato dall'artista nella predella del Polittico di San Pietro (1496-1500 circa). Secondo Cavalcaselle nell'opera avrebbe avuto un ruolo consistente anche il giovane Raffaello, opinione condivisa da alcuni storici ma rifiutata dalla maggior parte della critica.

## Descrizione e stile
L'opera riprende uno schema ampiamente usato nell'arte di Perugino, con la divinità, in questo caso il Cristo risorto, entro una mandorla che occupa il registro superiore tra angeli, e una parte inferiore, sullo sfondo del paesaggio digradante e ampio in profondità, che in questo caso presenta il sarcofago aperto e i soldati romani, tre dei quali sono addormentati e solo uno è sveglio e sorpreso del miracolo. Un esempio di questo schema, relativo proprio a quegli anni, si ha nella Trasfigurazione del Collegio del Cambio a Perugia. 
La figura di Cristo, con la bandiera crociata, ha la tipica armonia e dolcezza delle opere della maturità dell'artista, con la piacevole rappresentazione del petto nudo anatomicamente dettagliato e un panneggio sgargiante che ricade in pieghe profonde, amplificate dal forte chiaroscuro "scultoreo" e dai riflessi cangianti, oltre che da alcuni giochi lineari come nel drappo svolazzante sulla destra. 
Gli angeli oranti ai lati del Cristo sono simmetrici e derivano da un medesimo cartone che venne utilizzato più volte dall'artista e dalla bottega. Si ritrovano pressoché identici ad esempio nella Madonna della Consolazione, nella Madonna in gloria e santi di Bologna, Gonfalone della Giustizia, ecc.
Nella parte inferiore spicca il bel sarcofago all'antica con il coperchio spostato e scorciato efficacemente in prospettiva. Anche i soldati sono estremamente curati, con elementi decorativi di repertorio classico, come il fantasioso cimiero dell'elmo, che si trova ad esempio anche negli affreschi della Sala delle Udienze del Collegio del Cambio.